# Стекінг

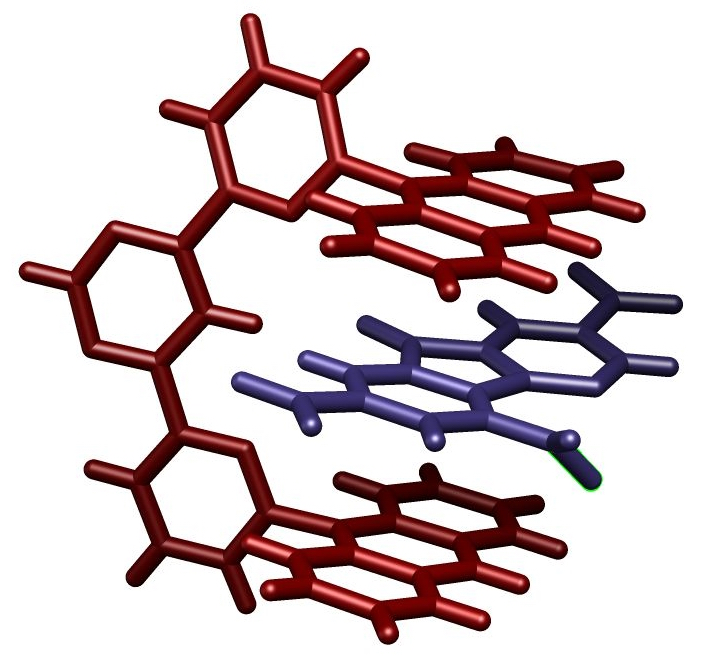
Кристалічна структура тринітрофлюорену, зв'язана у молекулярних щипцях за допомогою стекінгової взаємодії

Сте́кінг (від англ. stacking — «укладання в стопку») — термін супрамолекулярної хімії, що означає паралельне укладання молекул ароматичних сполук за допомогою взаємодії між паралельними поверхнями ароматичних кілець. Найвідоміший приклад стекінгу — укладання пар основ в молекулі B-форми ДНК. Стекінг також часто відбувається в білках, де два відносно неполярні кільця мають перекриття пі-орбітелей. Точна природа таких взаємодій (який внесок вносять електростатичні та неелектростатичні взаємодії) залишається відкритим питанням.